# Mickey Gall
Mickey Gall (Green Brook, 22 gennaio 1992) è un lottatore di arti marziali miste statunitense.
Tra il 2016 e il 2022 ha combattuto nella Ultimate Fighting Championship.

## Biografia
Gall è nato a Green Brook, nel New Jersey, e ha cominciato ad allenarsi nella boxe a tredici anni, passando al Jiu Jitsu brasiliano a sedici. Ha un ottimo background come grappler, avendo vinto vari titoli NAGA e nella Grappling Quest, e alle scuole superiori (la Watchung Hills Regional High School) è stato capitano delle squadre di football e lotta libera.
Tra i suoi allenatori c'è anche il padre.

## Carriera
Dopo aver ottenuto un record di 3-0 in incontri amatoriali, Gall debutta da professionista nelle MMA nel novembre del 2015 per la promozione Dead Serious MMA: il suo incontro venne presentato nel reality show di Dana White Lookin' for a Fight e gli valse un contratto con la UFC.
Il 6 febbraio 2016 sconfigge Mike Jackson e ciò gli permette di essere scelto come avversario del debuttante ex WWE Champion CM Punk, che sconfigge il 10 settembre.
Successivamente viene scelto come avversario dell'altro astro nascente della UFC, Sage Northcutt, che affronta il 17 dicembre, vincendo ancora per sottomissione. Il 4 novembre 2017 subisce la prima sconfitta in carriera per decisione contro Randy Brown.

## Risultati
| Risultato | Record | Avversario      | Metodo                           | Evento                                     | Data              | Round | Tempo | Città                      | Note           |
| --------- | ------ | --------------- | -------------------------------- | ------------------------------------------ | ----------------- | ----- | ----- | -------------------------- | -------------- |
| Sconfitta | 7-5    | Mike Malott     | KO tecnico (pugni)               | UFC 273: Volkanovski vs. The Korean Zombie | 9 aprile 2022     | 1     | 3:41  | Jacksonville, Florida      |                |
| Sconfitta | 7-4    | Alex Morono     | Decisione (unanime)              | UFC on ESPN: Font vs. Aldo                 | 4 dicembre 2021   | 3     | 5:00  | Las Vegas, Nevada          |                |
| Vittoria  | 7-3    | Jordan Williams | Sottomissione (rear-naked choke) | UFC on ESPN: Covington vs. Lawler          | 24 luglio 2021    | 1     | 2:57  | Las Vegas, Nevada          |                |
| Sconfitta | 6-3    | Mike Perry      | Decisione (unanime)              | UFC on ESPN: Poirier vs. Hooker            | 27 giugno 2020    | 3     | 5:00  | Las Vegas, Nevada          |                |
| Vittoria  | 6-2    | Salim Touahri   | Decisione (unanime)              | UFC on ESPN: Covington vs. Lawler          | 3 agosto 2019     | 3     | 5:00  | Newark, New Jersey         |                |
| Sconfitta | 5-2    | Diego Sanchez   | KO tecnico (pugni)               | UFC 235: Jones vs. Smith                   | 2 marzo 2019      | 2     | 4:13  | Las Vegas, Nevada          |                |
| Vittoria  | 5-1    | George Sullivan | Sottomissione (rear-naked choke) | UFC Fight Night: Gaethje vs. Vick          | 25 agosto 2018    | 1     | 1:09  | Lincoln, Nebraska          |                |
| Sconfitta | 4-1    | Randy Brown     | Decisione (unanime)              | UFC 217: Bisping vs. St-Pierre             | 4 novembre 2017   | 3     | 5:00  | New York, New York         |                |
| Vittoria  | 4-0    | Sage Northcutt  | Sottomissione (rear-naked choke) | UFC on Fox: VanZant vs. Waterson           | 17 dicembre 2016  | 2     | 1:40  | Sacramento, California     |                |
| Vittoria  | 3-0    | CM Punk         | Sottomissione (rear-naked choke) | UFC 203: Miocic vs. Overeem                | 10 settembre 2016 | 1     | 2:14  | Cleveland, Ohio            |                |
| Vittoria  | 2-0    | Mike Jackson    | Sottomissione (rear-naked choke) | UFC Fight Night: Hendricks vs. Thompson    | 6 febbraio 2016   | 1     | 0:45  | Las Vegas, Nevada          | Debutto in UFC |
| Vittoria  | 1-0    | Ron Templeton   | Sottomissione (rear-naked choke) | Dead Serious MMA 17                        | 21 novembre 2015  | 1     | 2:53  | Philadelphia, Pennsylvania |                |